# Соната для скрипки і фортепіано № 7 (Бетховен)
Соната № 7 для скрипки і фортепіано, до мінор, Людвіга ван Бетховена — друга з трьох скрипкових сонат Opus 30, написана в 1801–1802 роках і присвячена російському царю Олександру І.
Складається з чотирьох частин:
1. Allegro con brio
2. Adagio cantabile
3. Scherzo: Allegro
4. Finale: Allegro; Presto

Триває близько 26 хвилин.